# Habitatges al carrer Josep Maria de Molina, 8-18 (Sant Feliu de Llobregat)
Els Habitatges al carrer Josep Maria de Molina, 8-18 és una obra de Sant Feliu de Llobregat (Baix Llobregat) protegida com a Bé Cultural d'Interès Local.

## Descripció
Petit conjunt d'habitatges entre migeres, construïts sobre l'antic camí ral que han estat modificats. Conserven alguns del materials i elements constructius originals i, fins i tot, algunes peces interiors. Són de tipologia molt similar, i presenten uniformitat en els ràfecs i les tortugades de recollida d'aigües. A la planta baixa, les obertures modificades, amaguen probablement, els elements originals.